# Nội các Prayuth thứ nhất
Sau các cuộc biểu tình kéo dài gây thiệt hại nghiêm trọng cho chính trường Thái Lan, quân đội Thái Lan đã thiết quân luật. Tới ngày 22/5/2014 quân đội chính thức tiến hành đảo chính do không đạt được thảo thuận giữa các phe trong Quốc hội. Tổng tư lệnh quân đội Hoàng gia Prayuth Chan-ocha chính thức trở thành Thủ tướng lâm thời điều hành cho tới có cuộc bầu cử dự kiến 2016.
Ngày 21/8/2014 Quốc hội Thái Lan bầu Thủ tướng Prayuth Chan-ocha là Thủ tướng của Thái Lan.
Ngày 31/8/2014 Nội các Prayuth Chan-ocha đã được Quốc vương Thái Lan Bhumibol Adulyadej thông qua. Các tướng lĩnh và sĩ quan quân đội nghỉ hưu cũng như đang tại nhiệm nắm giữ 1/3 trong tổng số 34 vị trí bộ trưởng trong Nội các.

## Lịch sử
Nội các Prayuth Chan-ocha được thành lập sau cuộc đảo chính quân sự nhân danh Hội đồng Hòa bình và Trật tự Quốc gia Thái Lan, và theo Sắc lệnh Hoàng gia về việc bổ nhiệm các bộ trưởng ngày 31 tháng 8 năm 2014, và bổ nhiệm tướng Prayuth Chan-ocha làm Thủ tướng theo sắc lệnh bổ nhiệm Thủ tướng Chính phủ ngày 24 tháng 8 năm 2014. Đồng thời là Nội các ban bố tình trạng thiết quân luật trên toàn quốc kéo dài lâu nhất trong số các Nội các Thái Lan.

## Thành viên Nội các
Nội các Prayuth Chan-ocha được phê chuẩn ngày 31/8/2014 gồm các thành viên :

### Bộ trưởng
| Chức vụ | Họ tên                         | Nhiệm kỳ             | Nhiệm kỳ             | Ghi chú           |
| Chức vụ | Họ tên                         | Bổ nhiệm             | Miễn nhiệm           | Ghi chú           |
| --- | ------------------------------ | -------------------- | -------------------- | ----------------- |
| Thủ tướng | Prayut Chan-o-cha              | 24 tháng 8 năm 2014  | 9 tháng 6 năm 2019   | [ 3 ]             |
| Phó Thủ tướng | Prawit Wongsuwan               | 31 tháng 8 năm 2014  | 10 tháng 7 năm 2019  | [ 3 ]             |
| Phó Thủ tướng | Pridiyathorn Devakula          | 31 tháng 8 năm 2014  | 19 tháng 8 năm 2015  | [ 3 ]             |
| Phó Thủ tướng | Yongyuth Yuthavong             | 31 tháng 8 năm 2014  | 19 tháng 8 năm 2015  | [ 3 ]             |
| Phó Thủ tướng | Thanasak Patimaprakorn         | 31 tháng 8 năm 2014  | 23 tháng 11 năm 2017 | [ 3 ]             |
| Phó Thủ tướng | Wissanu Krea-ngam              | 31 tháng 8 năm 2014  | 10 tháng 7 năm 2019  | [ 3 ]             |
| Phó Thủ tướng | Prajin Juntong                 | 19 tháng 8 năm 2015  | 8 tháng 5 năm 2019   | [ 5 ]             |
| Phó Thủ tướng | Narong Pipatanasai             | 19 tháng 8 năm 2015  | 23 tháng 11 năm 2017 | [ 5 ]             |
| Phó Thủ tướng | Somkid Jatusripitak            | 19 tháng 8 năm 2015  | 10 tháng 7 năm 2019  | [ 5 ] [ 6 ] [ 7 ] |
| Phó Thủ tướng | Chatchai Sarikulya             | 23 tháng 11 năm 2017 | 8 tháng 5 năm 2019   | [ 8 ]             |
| Chánh Văn phòng Thủ tướng | Panadda Diskul                 | 31 tháng 8 năm 2014  | 15 tháng 12 năm 2016 | [ 3 ]             |
| Chánh Văn phòng Thủ tướng | Suwaphan Tanyuvardhana         | 31 tháng 8 năm 2014  | 15 tháng 12 năm 2016 | [ 3 ]             |
| Chánh Văn phòng Thủ tướng | Ormsin Chivapruck              | 15 tháng 12 năm 2016 | 23 tháng 11 năm 2017 | [ 5 ]             |
| Chánh Văn phòng Thủ tướng | Suvit Maesincee                | 15 tháng 12 năm 2016 | 23 tháng 11 năm 2017 | [ 5 ]             |
| Chánh Văn phòng Thủ tướng | Suwaphan Tanyuvardhana         | 23 tháng 11 năm 2017 | 8 tháng 5 năm 2019   | [ 9 ]             |
| Chánh Văn phòng Thủ tướng | Kobsak Pootrakool              | 23 tháng 11 năm 2017 | 29 tháng 1 năm 2019  | [ 9 ]             |
| Bộ trưởng Bộ Quốc phòng | Prawit Wongsuwan               | 31 tháng 8 năm 2014  | 10 tháng 7 năm 2019  | [ 3 ]             |
| Bộ trưởng Bộ Quốc phòng | Udomdej Sitabutr               | 31 tháng 8 năm 2014  | 23 tháng 11 năm 2017 | [ 3 ]             |
| Bộ trưởng Bộ Quốc phòng | Chinchan Changmongkon          | 23 tháng 11 năm 2017 | 10 tháng 7 năm 2019  | [ 9 ]             |
| Bộ trưởng Bộ Tài chính | Sommai Phasee                  | 31 tháng 8 năm 2014  | 19 tháng 8 năm 2015  | [ 3 ]             |
| Bộ trưởng Bộ Tài chính | Apisak Tantivorawong           | 19 tháng 8 năm 2015  | 10 tháng 7 năm 2019  | [ 5 ] [ 7 ]       |
| Bộ trưởng Bộ Tài chính | Wisudhi Srisuphan              | 18 tháng 11 năm 2014 | 8 tháng 5 năm 2019   | [ 5 ]             |
| Bộ trưởng Bộ Ngoại giao | Thanasak Patimaprakorn         | 31 tháng 8 năm 2014  | 19 tháng 8 năm 2015  | [ 3 ]             |
| Bộ trưởng Bộ Ngoại giao | Don Pramudwinai                | 19 tháng 8 năm 2015  | 10 tháng 7 năm 2019  | [ 5 ]             |
| Bộ trưởng Bộ Ngoại giao | Don Pramudwinai                | 31 tháng 8 năm 2014  | 19 tháng 8 năm 2015  | [ 3 ]             |
| Bộ trưởng Bộ Ngoại giao | Weerasak Futrakul              | 15 tháng 12 năm 2016 | 8 tháng 5 năm 2019   | [ 5 ]             |
| Bộ trưởng Bộ Du lịch và Thể thao                                                                                                 | Kobkarn Wattanavrangkul        | 31 tháng 8 năm 2014  | 23 tháng 11 năm 2017 | [ 3 ]             |
| Bộ trưởng Bộ Du lịch và Thể thao                                                                                                 | Weerasak Kowsurat              | 23 tháng 11 năm 2017 | 8 tháng 5 năm 2019   | [ 9 ]             |
| Bộ trưởng Bộ Phát triển Xã hội và An ninh con người                                                                              | Adul Saengsingkaew             | 31 tháng 8 năm 2014  | 23 tháng 11 năm 2017 | [ 3 ]             |
| Bộ trưởng Bộ Phát triển Xã hội và An ninh con người                                                                              | Anantaporn Kanchanarat         | 23 tháng 11 năm 2017 | 8 tháng 5 năm 2019   | [ 9 ]             |
| Bộ trưởng Bộ Khoa học và Công nghệ (Hợp nhất thành Bộ Giáo dục Đại học, Khoa học, Nghiên cứu và Đổi mới ngày 2 tháng 5 năm 2019) | Pichet Durongkaveroj           | 31 tháng 8 năm 2014  | 15 tháng 12 năm 2016 | [ 3 ]             |
| Bộ trưởng Bộ Khoa học và Công nghệ (Hợp nhất thành Bộ Giáo dục Đại học, Khoa học, Nghiên cứu và Đổi mới ngày 2 tháng 5 năm 2019) | Atchaka Sibunruang             | 15 tháng 12 năm 2016 | 23 tháng 11 năm 2017 | [ 5 ]             |
| Bộ trưởng Bộ Khoa học và Công nghệ (Hợp nhất thành Bộ Giáo dục Đại học, Khoa học, Nghiên cứu và Đổi mới ngày 2 tháng 5 năm 2019) | Suvit Maesincee                | 23 tháng 11 năm 2017 | 8 tháng 5 năm 2019   | [ 9 ]             |
| Bộ trưởng Bộ Nông nghiệp và Hợp tác xã                                                                                           | Pitipong Phungbun na Ayutthaya | 31 tháng 8 năm 2014  | 19 tháng 8 năm 2015  | [ 3 ]             |
| Bộ trưởng Bộ Nông nghiệp và Hợp tác xã                                                                                           | Chatchai Sarikulya             | 19 tháng 8 năm 2015  | 23 tháng 11 năm 2017 | [ 5 ]             |
| Bộ trưởng Bộ Nông nghiệp và Hợp tác xã                                                                                           | Krisada Boonyarat              | 23 tháng 11 năm 2017 | 10 tháng 7 năm 2019  | [ 9 ]             |
| Bộ trưởng Bộ Nông nghiệp và Hợp tác xã                                                                                           | Amnuay Patise                  | 18 tháng 11 năm 2014 | 19 tháng 8 năm 2015  | [ 5 ]             |
| Bộ trưởng Bộ Nông nghiệp và Hợp tác xã                                                                                           | Chutima Bunyapraphasara        | 15 tháng 12 năm 2016 | 23 tháng 11 năm 2017 | [ 5 ]             |
| Bộ trưởng Bộ Nông nghiệp và Hợp tác xã                                                                                           | Luck Wajananawat               | 23 tháng 11 năm 2017 | 9 tháng 5 năm 2019   | [ 9 ]             |
| Bộ trưởng Bộ Nông nghiệp và Hợp tác xã                                                                                           | Wiwat Salyakamthorn            | 23 tháng 11 năm 2017 | 10 tháng 7 năm 2019  | [ 9 ]             |
| Bộ trưởng Bộ Giao thông | Prajin Juntong                 | 31 tháng 8 năm 2014  | 19 tháng 8 năm 2015  | [ 3 ]             |
| Bộ trưởng Bộ Giao thông | Arkhom Termpittayapaisith      | 19 tháng 8 năm 2015  | 10 tháng 7 năm 2019  | [ 5 ] [ 7 ]       |
| Bộ trưởng Bộ Giao thông | Arkhom Termpittayapaisith      | 31 tháng 8 năm 2014  | 19 tháng 8 năm 2015  | [ 3 ]             |
| Bộ trưởng Bộ Giao thông | Ormsin Chivapruck              | 19 tháng 8 năm 2015  | 15 tháng 12 năm 2016 | [ 5 ]             |
| Bộ trưởng Bộ Giao thông | Pichit Akrathit                | 15 tháng 12 năm 2016 | 23 tháng 11 năm 2017 | [ 5 ]             |
| Bộ trưởng Bộ Giao thông | Pailin Chuchottaworn           | 23 tháng 11 năm 2017 | 10 tháng 7 năm 2019  | [ 9 ]             |
| Bộ trưởng Bộ Kinh tế số và Xã hội (Trước đây là Bộ Công nghệ thông tin và Truyền thông)                                          | Pornchai Rujiprapa             | 31 tháng 8 năm 2014  | 19 tháng 8 năm 2015  | [ 3 ]             |
| Bộ trưởng Bộ Kinh tế số và Xã hội (Trước đây là Bộ Công nghệ thông tin và Truyền thông)                                          | Uttama Savanayana              | 19 tháng 8 năm 2015  | 12 tháng 9 năm 2016  | [ 5 ] [ 7 ]       |
| Bộ trưởng Bộ Kinh tế số và Xã hội (Trước đây là Bộ Công nghệ thông tin và Truyền thông)                                          | Pichet Durongkaveroj           | 15 tháng 12 năm 2016 | 10 tháng 7 năm 2019  | [ 5 ]             |
| Bộ trưởng Bộ Tài nguyên và Môi trường                                                                                            | Dapong Ratanasuwan             | 31 tháng 8 năm 2014  | 19 tháng 8 năm 2015  | [ 3 ]             |
| Bộ trưởng Bộ Tài nguyên và Môi trường                                                                                            | Surasak Karnjanarat            | 19 tháng 8 năm 2015  | 8 tháng 5 năm 2019   | [ 5 ]             |
| Bộ trưởng Bộ Năng lượng | Narongchai Akrasanee           | 30 tháng 8 năm 2014  | 19 tháng 8 năm 2015  | [ 3 ]             |
| Bộ trưởng Bộ Năng lượng | Anantaporn Kanchanarat         | 19 tháng 8 năm 2015  | 23 tháng 11 năm 2017 | [ 5 ]             |
| Bộ trưởng Bộ Năng lượng | Siri Jirapongphan              | 23 tháng 11 năm 2017 | 10 tháng 7 năm 2019  | [ 9 ]             |
| Bộ trưởng Bộ Thương mại | Chatchai Sarikulya             | 30 tháng 8 năm 2014  | 19 tháng 8 năm 2015  | [ 3 ]             |
| Bộ trưởng Bộ Thương mại | Apiradi Tantraporn             | 19 tháng 8 năm 2015  | 23 tháng 11 năm 2017 | [ 5 ]             |
| Bộ trưởng Bộ Thương mại | Sontirat Sontijirawong         | 23 tháng 11 năm 2017 | 29 tháng 1 năm 2019  | [ 9 ]             |
| Bộ trưởng Bộ Thương mại | Apiradi Tantraporn             | 30 tháng 8 năm 2014  | 19 tháng 8 năm 2015  | [ 3 ]             |
| Bộ trưởng Bộ Thương mại | Suvit Maesincee                | 19 tháng 8 năm 2015  | 15 tháng 12 năm 2016 | [ 5 ] [ 7 ]       |
| Bộ trưởng Bộ Thương mại | Sonthirat Sonthijirawong       | 15 tháng 12 năm 2016 | 23 tháng 11 năm 2017 | [ 5 ]             |
| Bộ trưởng Bộ Thương mại | Chutima Bunyapraphasara        | 23 tháng 11 năm 2017 | 10 tháng 7 năm 2019  | [ 9 ]             |
| Bộ trưởng Bộ Nội vụ | Anupong Paochinda              | 30 tháng 8 năm 2014  | 10 tháng 7 năm 2019  | [ 3 ]             |
| Bộ trưởng Bộ Nội vụ | Sutee Markboon                 | 31 tháng 8 năm 2014  | 8 tháng 5 năm 2019   | [ 3 ]             |
| Bộ trưởng Bộ Tư pháp | Paiboon Khumchaya              | 31 tháng 8 năm 2014  | 6 tháng 12 năm 2016  | [ 3 ]             |
| Bộ trưởng Bộ Tư pháp | Suwaphan Tanyuvardhana         | 15 tháng 12 năm 2016 | 23 tháng 11 năm 2017 | [ 5 ]             |
| Bộ trưởng Bộ Tư pháp | Prajin Juntong                 | 23 tháng 11 năm 2017 | 8 tháng 5 năm 2019   | [ 9 ]             |
| Bộ trưởng Bộ Lao động | Surasak Karnjanarat            | 31 tháng 8 năm 2014  | 19 tháng 8 năm 2015  | [ 3 ]             |
| Bộ trưởng Bộ Lao động | Sirichai Distakul              | 19 tháng 8 năm 2015  | 1 tháng 11 năm 2017  | [ 5 ]             |
| Bộ trưởng Bộ Lao động | Adul Saengsingkaew             | 23 tháng 11 năm 2017 | 8 tháng 5 năm 2019   | [ 9 ]             |
| Bộ trưởng Bộ Văn hóa | Veera Rojpojanarat             | 31 tháng 8 năm 2014  | 10 tháng 7 năm 2019  | [ 3 ]             |
| Bộ trưởng Bộ Giáo dục | Narong Pipatanasai             | 31 tháng 8 năm 2014  | 19 tháng 8 năm 2015  | [ 3 ]             |
| Bộ trưởng Bộ Giáo dục | Dapong Ratanasuwan             | 19 tháng 8 năm 2015  | 6 tháng 12 năm 2016  | [ 5 ]             |
| Bộ trưởng Bộ Giáo dục | Teerakiat Jaroensettasin       | 15 tháng 12 năm 2016 | 8 tháng 5 năm 2019   | [ 5 ]             |
| Bộ trưởng Bộ Giáo dục | Krissanapong Kiratikara        | 31 tháng 8 năm 2014  | 19 tháng 8 năm 2015  | [ 3 ]             |
| Bộ trưởng Bộ Giáo dục | Surachet Chaiwong              | 31 tháng 8 năm 2014  | 8 tháng 5 năm 2019   | [ 3 ]             |
| Bộ trưởng Bộ Giáo dục | Teerakiat Jaroensettasin       | 19 tháng 8 năm 2015  | 15 tháng 12 năm 2016 | [ 5 ]             |
| Bộ trưởng Bộ Giáo dục | Panadda Diskul                 | 15 tháng 12 năm 2016 | 23 tháng 11 năm 2017 | [ 5 ]             |
| Bộ trưởng Bộ Giáo dục | Udom Kachintorn                | 23 tháng 11 năm 2017 | 8 tháng 5 năm 2019   | [ 9 ]             |
| Bộ trưởng Bộ Y tế Công cộng | Rajata Rajatanavin             | 31 tháng 8 năm 2014  | 19 tháng 8 năm 2015  | [ 3 ]             |
| Bộ trưởng Bộ Y tế Công cộng | Piyasakol Sakolsatayadorn      | 19 tháng 8 năm 2015  | 10 tháng 7 năm 2019  | [ 5 ]             |
| Bộ trưởng Bộ Y tế Công cộng | Somsak Chunharas               | 31 tháng 8 năm 2014  | 19 tháng 8 năm 2015  | [ 3 ]             |
| Bộ trưởng Bộ Công nghiệp | Chakramon Phasukavanich        | 31 tháng 8 năm 2014  | 19 tháng 8 năm 2015  | [ 3 ]             |
| Bộ trưởng Bộ Công nghiệp | Atchaka Sibunruang             | 19 tháng 8 năm 2015  | 15 tháng 12 năm 2016 | [ 5 ]             |
| Bộ trưởng Bộ Công nghiệp | Uttama Savanayana              | 15 tháng 12 năm 2016 | 29 tháng 1 năm 2019  | [ 5 ]             |
| Bộ trưởng Bộ Công nghiệp | Somchai Harnhirun              | 23 tháng 11 năm 2017 | 8 tháng 5 năm 2019   | [ 9 ]             |

### Thứ trưởng
| Hạng | Thứ trưởng Bộ        | Tên                                                       | Đảng                  |
| ---- | -------------------- | --------------------------------------------------------- | --------------------- |
| 1    | - Quốc phòng         | - Tướng Udomdej Sitabutr                                  | - Thành viên quân đội |
| 2    | - Nội vụ             | - Suthi Makbun                                            | -                     |
| 3    | - Ngoại giao         | - Don Pramudwinai                                         | -                     |
| 4    | - Giao thông vận tải | - Akom Termpitayapaisit                                   | -                     |
| 5    | - Thương mại         | - Apiradi Tantraporn                                      | -                     |
| 6    | - Giáo dục           | - Trung tướng Surachet Chaiwong - Krissanapong Kiratikorn | - Thành viên quân đội |
| 7    | - Sức khỏe cộng đồng | - Somsak Chunharas                                        | -                     |